# Al-Safa och Al-Marwah

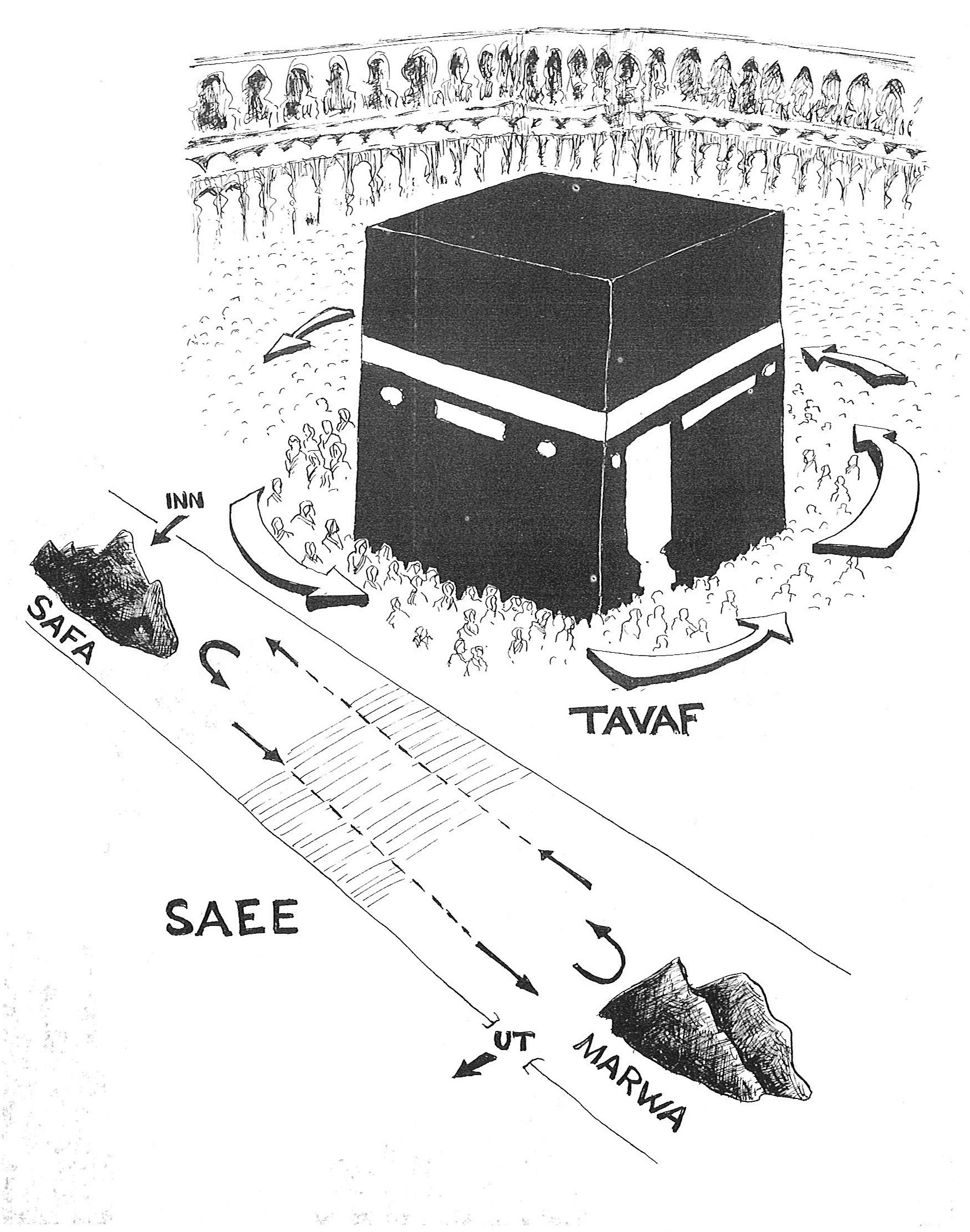
Gång mellan Safa and Marwah, samt cirkelgång runt Kaba

Al-Safa och al-Marwah (arabiska: ٱلصَّفَا وَٱلْمَرْوَة), eller bara Safa och Marwah, är två små berg i Masjid al-Haram, Mecka, Saudiarabien. Bergen är viktiga inom islam och troende muslimer färdas mellan bergen sju gånger under pilgrimsfärderna hajj och umra. Ritualen då pilgrimer måste gå eller springa mellan bergen kallas för sa'y (som bland annat betyder strävan på arabiska).
Enligt den islamska traditionen fick Abraham en order av Gud att lämna sin fru Hagar och deras son Ismael i öknen. Detta för att testa deras tro. Platsen för detta var mellan bergen al-Safa och al-Marwah. När Hagar och Ismael var nära på att dö av törst, sprang Hagar mellan de två bergen i letan efter vatten för sin son. När hon sprang mellan bergen dök en ängel upp och öppnade vattenkällan Zamzam för att rädda dem.

## Galleri

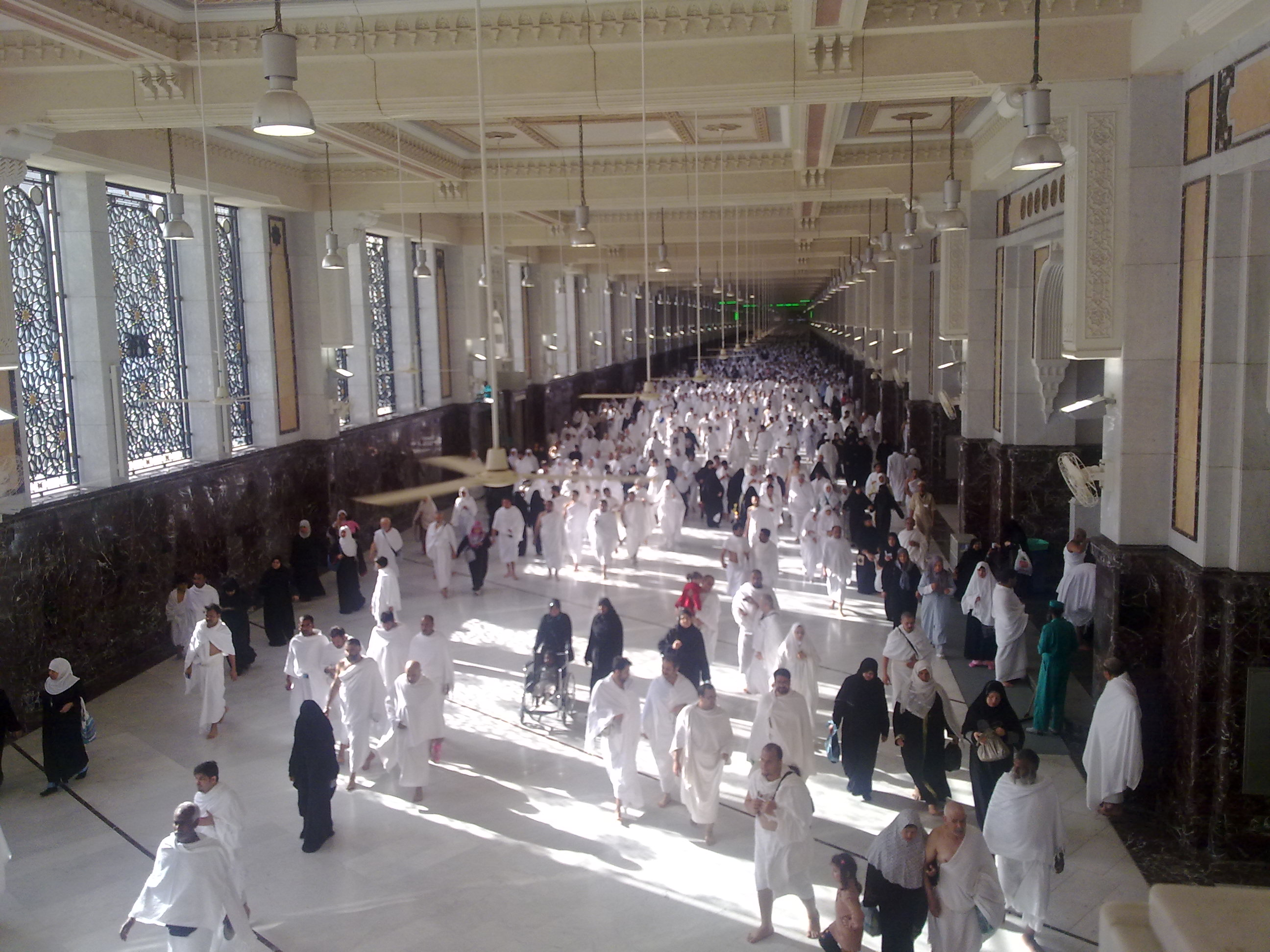
Pilgrimer utför ritualen sa'y.
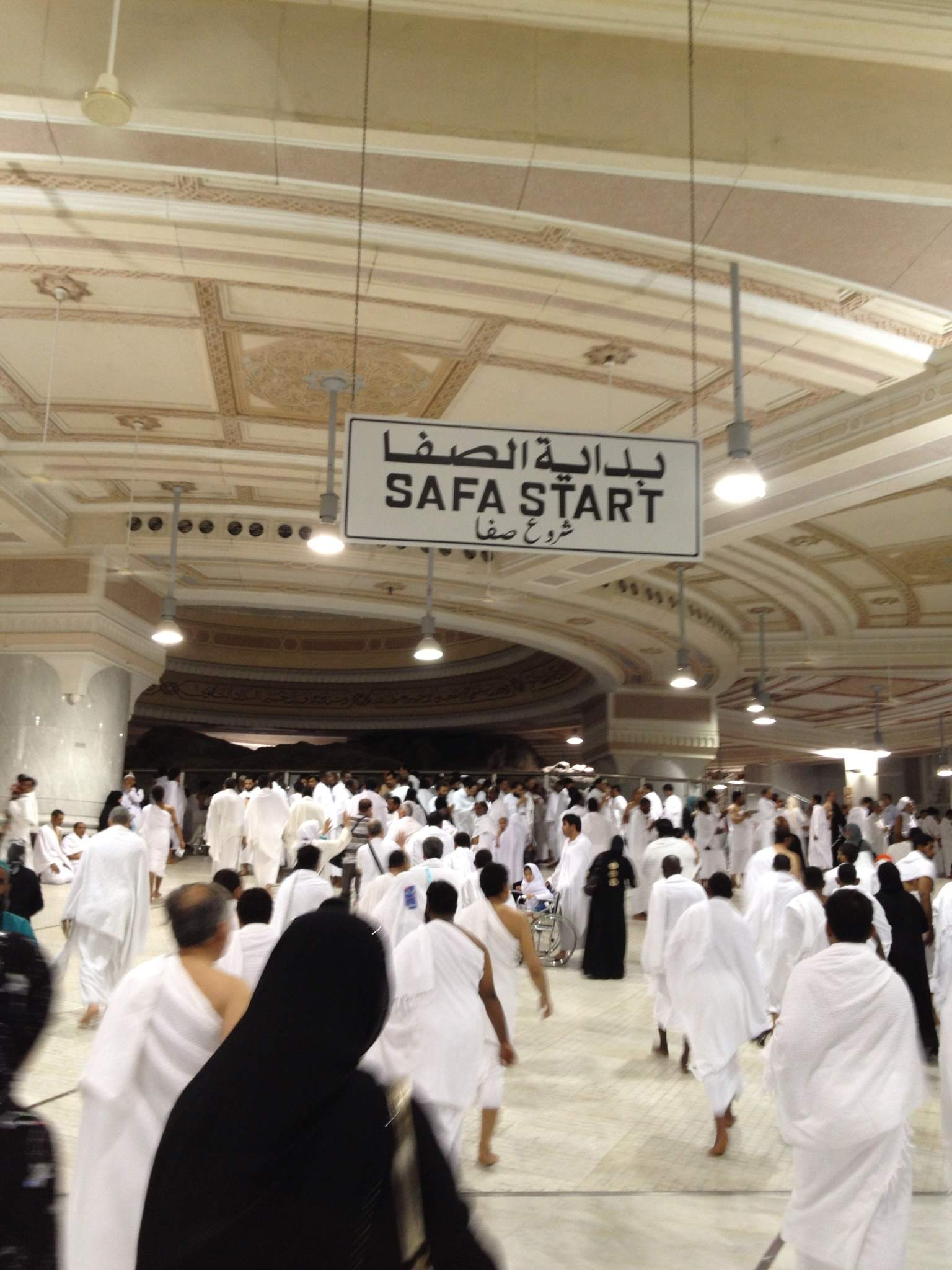
Startpunkten är vid Safa.
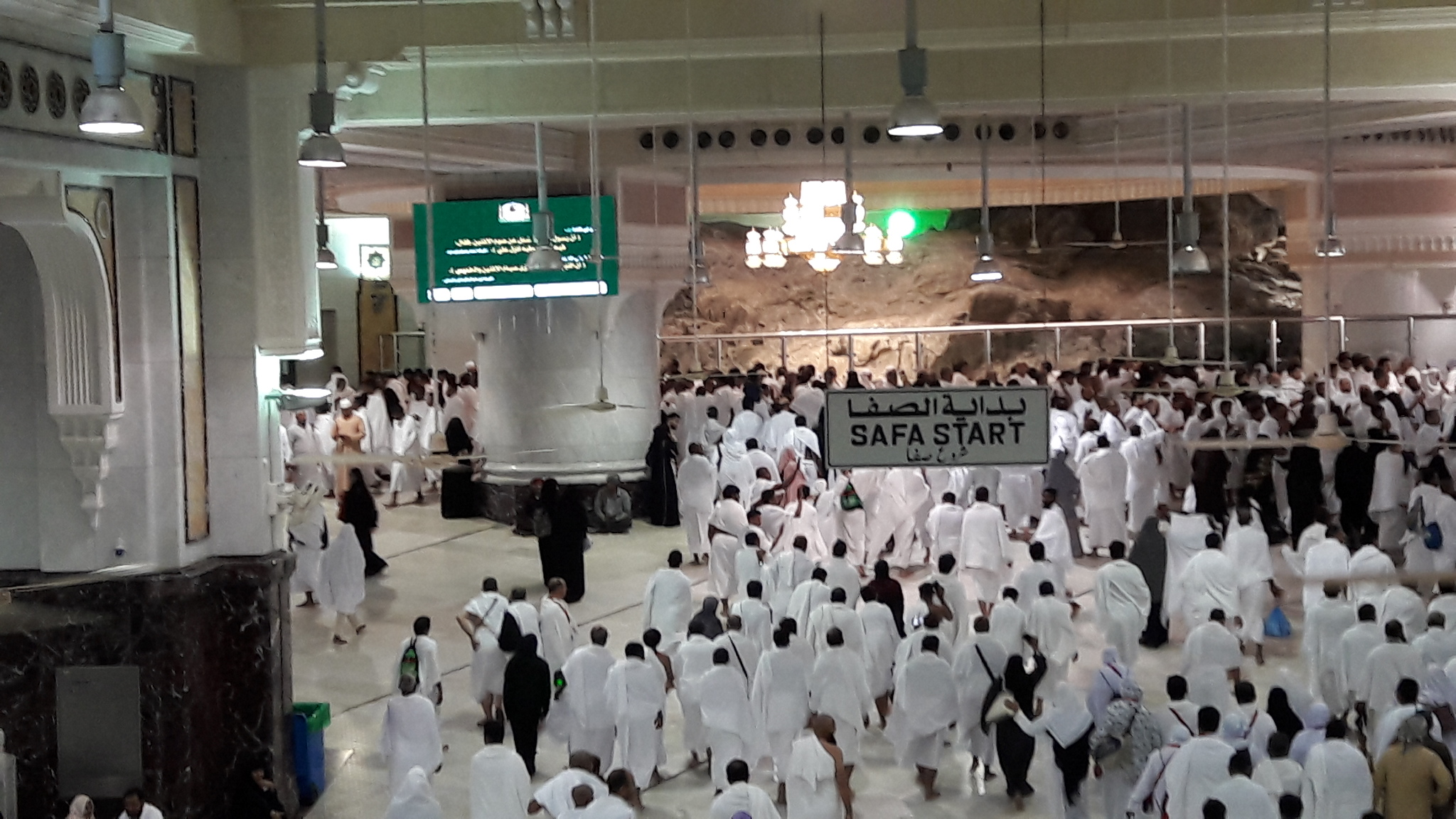
Safa.
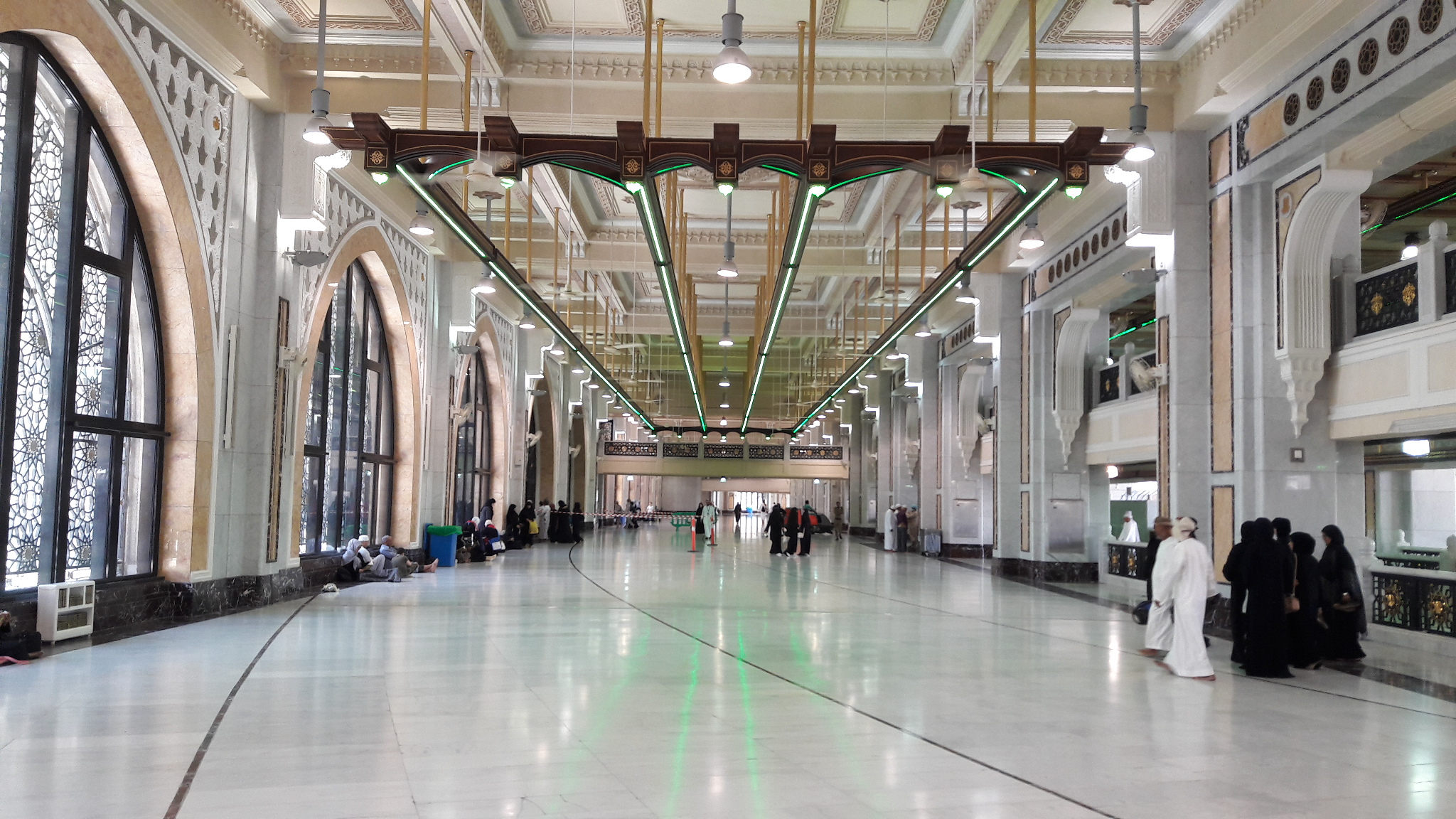
Pilgrimer bör springa vid det gröna ljuset när de utför ritualen sa'y.